# Atlas Cheetah
O Atlas Cheetah é um caça sul-africano desenvolvido e produzido pela Atlas Aircraft Corportation. O Atlas Cheetah é uma versão atualizada do caça supersônico Mirage III, desenvolvida pela Atlas Aviation da África do Sul. 

## Desenvolvimento

### Antecedentes
A África do Sul sofreu um embargo a compra de armas imposto ao regime Apartheid nas década de 1960 e 70 pela ONU. Com o conflito com Angola, apoiada pelos russos e cubanos, era necessário desenvolver localmente seus próprios equipamentos militares. Ainda durante a década de 1980, a Força Aérea Sul-africana (SAAF) era confrontada pela necessidade de aeronaves de combate mais modernas, sendo visto a operação de caças MiG-23 por forças angolanas e cubanas na Guerra sul-africana na fronteira. Com essa situação, era somente viável a modernização de aeronaves já existentes nos inventários sul-africanos.

### Companhias envolvidas
Na década de 1980, a indústria aeronáutica sul-africana já havia adquirido o nível de capacidade técnica que possibilitasse uma modernização a larga escala de suas aeronaves de combate. Esses fatores contribuíram para que a SAAF tomasse a decisão de desenvolver um programa de modernização extensivo de um dos tipos de aeronaves de combate se encontrava em seu inventário de aeronaves.
Na época, a SAAF contava em seu inventário com múltiplas variantes dos caças franceses Mirage III e Mirage F1. Apesar do Mirage F1 ser considerado a aeronave de combate mais moderna no inventário sul-africano, tendo as primeiras unidades sido entregues à SAAF em 1977, retirar de serviço essas aeronaves, mesmo que fosse temporariamente, para uma modernização, era considerado inaceitável para o alto oficialato da SAAF, devido a sua importância no mantimento das capacidades de ataque e defesa aérea do país.
Além disso, foi provado em outros projetos de modernização do Mirage III, feitos em países como França (Mirage IIING) e Israel (IAI Kfir), que esta aeronave ainda poderia ser modernizada para necessidades do combate aéreo da época. Consequentemente, a SAAF decidiu pela modernização de sua frota de caças Mirage III.
O projeto (chamado Projeto Cushion), foi executado pela Atlas Aircraft Corporation (hoje Denel Aerospace Systems). A empresa sul-africana conseguiu também contratar engenheiros e técnicos israelenses, que haviam trabalhado no projeto do caça IAI Lavi, que havia sido cancelado recentemente. Antes mesmo do programa, Israel havia já se estabelecido como provedor de tecnologia militar para a África do Sul, tendo inclusive assinado o Acordo Israel-África do Sul em 1975. De acordo com publicações aeronáuticas , a empresa aeroespacial israelense Israel Aircraft Industries (IAI) se envolveu nos estágios iniciais do projeto, tendo fornecido alguns componentes para as aeronaves. De acordo com o site ACIG, ao menos cinco aeronaves IAI Nesher foram fornecidas para a África do Sul para serem utilizadas durante testes do projeto, sendo logo após, absorvidas no inventário de aeronaves da SAAF .

### Detalhes

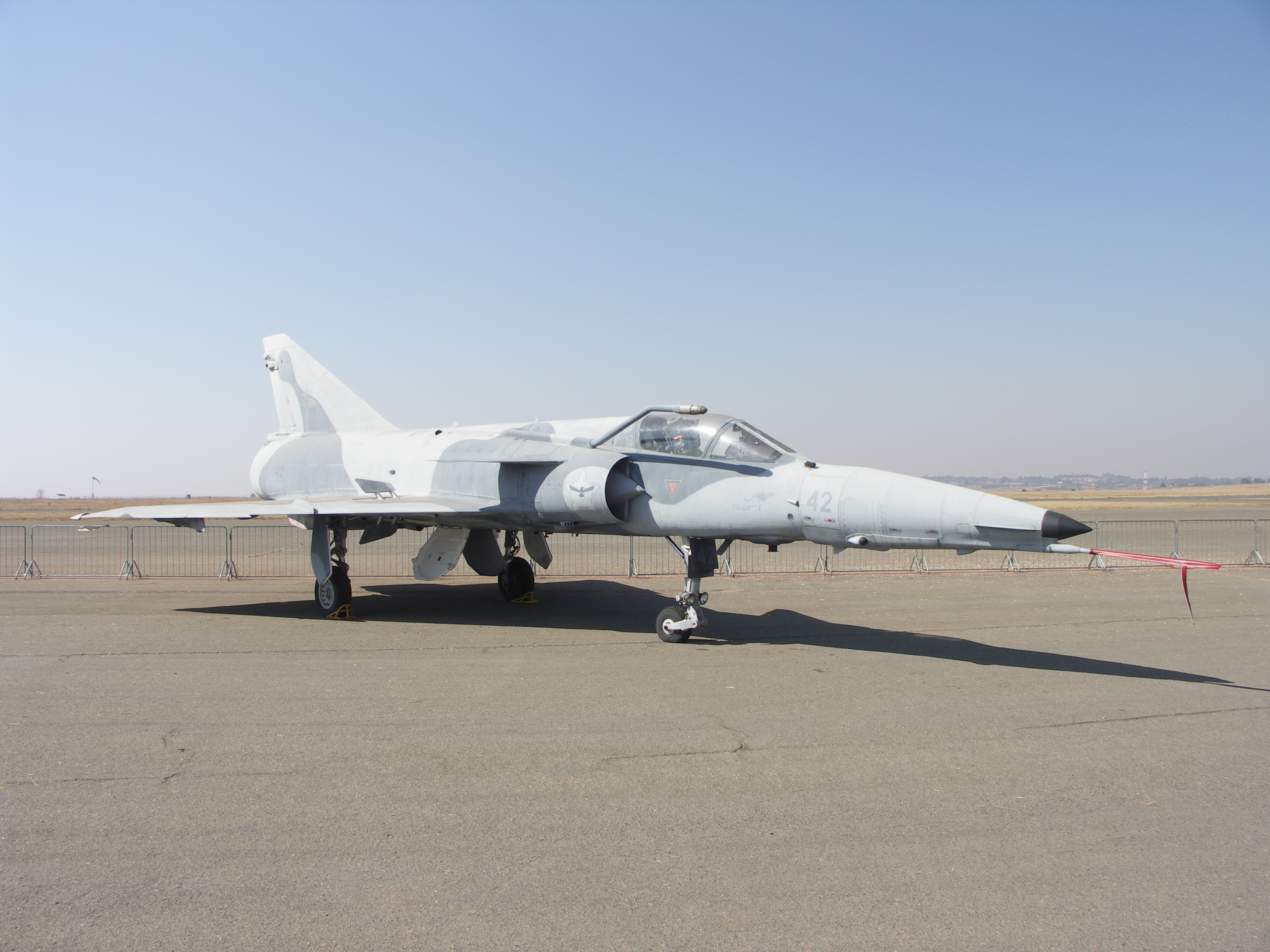
Cheetah E preservado no Museu da SAAF, em Swartkop

A modernização consistiu na reforma das células das aeronaves para condição de "zero horas de vôo"; para conseguir tal resultado, 50% da célula original foi substituída por peças novas. Modificações aerodinâmicas incluíram a montagem de dois canards imóveis, próximo às tomadas de ar dos motores, sendo os canards dos modelos D e E, 70% menores que os canards utilizados pelos modelos C . Outras alterações na célula incluíram a instalação de dois hardpoints nas raízes das asas, uma sonda de reabastecimento em vôo, novos assentos ejetores, uma nova longarina nas asas, além de um novo design dos bordos de ataque contando com uma incisão "dente de cachorro" em cada asa, novos elevons comandados por um novo sistema computadorizado de controle de vôo, e novos geradores de vórtice para melhorar o desempenho do Cheetah em ângulo de ataque (AoA). O Cheetah podia levas três vezes mais carga que o Mirage III, além de contar com melhor agilidade .
Em termos de eletrônica e sistemas, o Cheetah foi equipado com nova aviónica, um novo radar de controle de tiro, sistemas de guerra eletrônica e auto proteção . Como vários desses sistemas teriam que ser instalados no nariz da aeronave, o mesmo teve que ser estruturalmente estendido, provendo assim mais espaço interno. O sistema de guerra eletrônica incorporava um sistema de alerta de aproximação de mísseis (MAWS) e um receptor do alerta de radar (RWR), enquanto o sistema de auto proteção consistia de interferidores eletrônicos (jammer) e lançadores de engodos (Chaff/Flare), que podiam ser acionados automaticamente. Um Head-Up Display (HUD) e outras instrumentações eletrônicas foram instaladas no cockpit, uma mira montada no capacete (HMD) de produção sul-africana, podia ser integrada ao sistema. O modelos Cheetah C foi equipado com um novo motor, o SNECMA Atar 9K50, similar ao utilizado pelo Mirage F1, enquanto os modelos Cheetah D e E mantinham o motor original do Mirage III, o SNECMA Atar 9C .

## História Operacional

### África do Sul
Em 16 de julho de 1986, o primeiro Cheetah D foi mostrado publicamente, apesar de já existir um número de aeronaves Cheetah D em operação na 89 Combat Flying School, baseados na Base Aérea de Pietersburg. Durante o ano de 1987, o modelo Cheetah D foi declarado operacional pela SAAF. A segunda e terceira aeronaves entregue a Atlas para sua modernização (dois Mirage IIIEZ, monoplace), após serem convertidos para o modelo Cheetah E, foram postas em serviço no 5 Squadron, na Base Aérea de Louis Trichardt  . Apesar da aeronave ter sido modernizada devido as pressões com relação a Guerra Sul-africana de Fronteira, nenhuma aeronave do tipo foi utilizada no conflito .

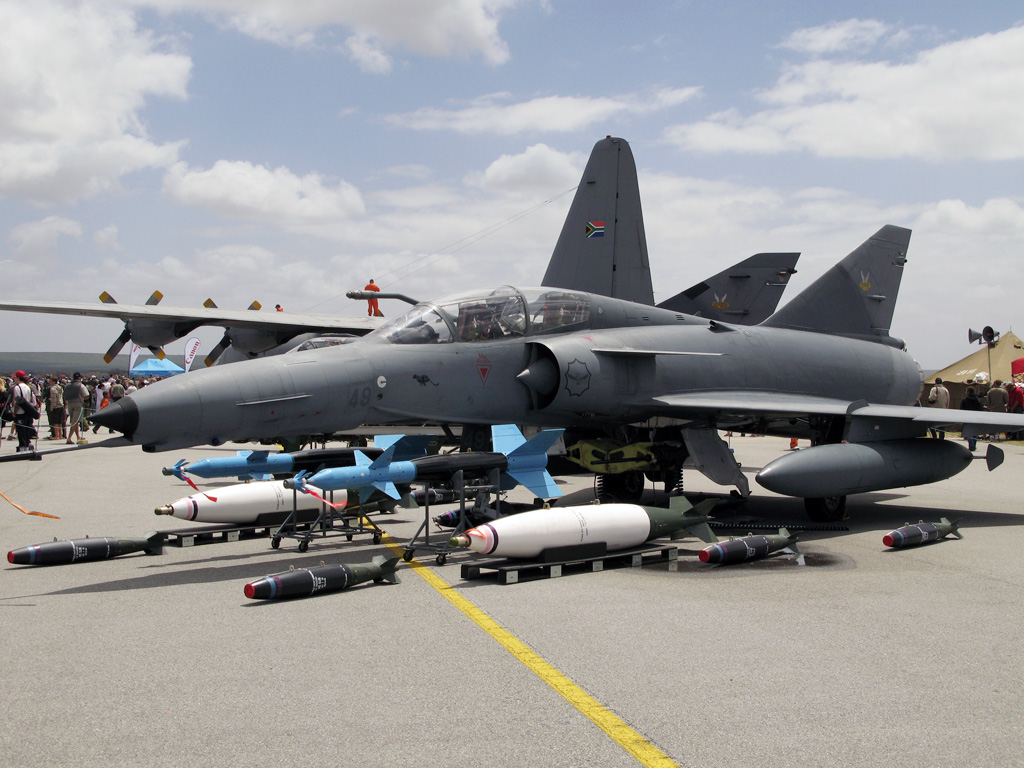
Cheetah D da SAAF

Em 1991, 16 aeronaves dos modelos Cheetah D e E foram postas em serviço, antes da Atlas dar por finalizada a produção desses modelos. No mesmo ano, foi lançada a produção dos modelos Cheetah C, tendo sua primeira aeronave do modelo saído de fábrica em Janeiro de 1993. Todos os modelos Cheetah C entraram em serviço no 2 Squadron, na Base Aérea de Louis Trichardt . Nos anos 90, 10 aeronaves Cheetah D foram modificadas, recebendo eletrônica e modificações similares às utilizadas pelo Cheetah C, incluídos os motores Atar 9K50. A aeronave continuou em serviço nos anos pós-apartheid, porém ficando gradativamente obsoleta em comparação as aeronaves de combate internacionais ao longo de duas décadas. Durante os anos 2000, as aeronaves Cheetah foram substituídas na SAAF por aeronaves Saab JAS 39C/D Gripen , adquiridas novas da Suécia .
Várias aeronaves Cheetah foram estocadas pela SAAF ao longo de sua aposentadoria do serviço ativo. Logo em 2003, a SAAF os ofereceu a venda no mercado internacional . 

### Equador
Em 2009, a Força Aérea Equatoriana (FAE) iniciou negociações por um lote de aeronaves Cheeath, com a intenção de substituir seus caças Mirage F1. O governo equatoriano assinou o contrato de aquisição dessas aeronaves em 2010, adquirindo 12 células (10 Cheetah C e 2 Cheetah D) e mais dez anos de apoio logístico por US$ 78 milhões. As aeronaves foram recebidas pela FAE em 14 de fevereiro de 2012. Uma aeronave foi perdida durante treinamento na Base Aérea de Taura, em 13 de dezembro de 2017, com o piloto sobrevivendo após ejetar. Em 2022, somente, informações revelam que somente três aeronaves se encontram operacionais.

### Draken International
Durante o ano de 2017, a empresa americana Draken International entrou em acordo com a Denel Aerospace Systems para a aquisição de 12 aeronaves Cheetah estocadas na África do Sul (9 Cheetah C e 3 Cheetah D), com a intenção de usá-las como aeronaves agressoras para serviços de apoio à treinamentos militares .

## Variantes
- Cheetah C - Versão monoplace (um único assento) equipada com aviônica avançada e utilizados como aeronaves de combate multipropósito. 38 unidades foram construídas. Além das modificações citadas anteriormente, o Cheetah C também era equipado com um radar de controle de tiro IAI Elta EL/M-2032, de produção israelense, sistemas de navegação novos, sistemas de guerra eletrônica Elisra e um computador de missão Elbit, ambos de produção israelense. Outras modificações foram os parabrisas de peça única, a sonda de reabastecimento em vôo revisada, novo trem de pouso e o motor SNECMA Atar 9K50. Os Cheetah C tinham capacidade de uso de mísseis ar-ar A-Darter e R-Darter, além de bombas guiadas por laser, por GPS ou por guiamento Eletro Óptico e mísseis de cruzeiro MUPSOW e TORGOS.Cheetah C utilizado pela Draken International

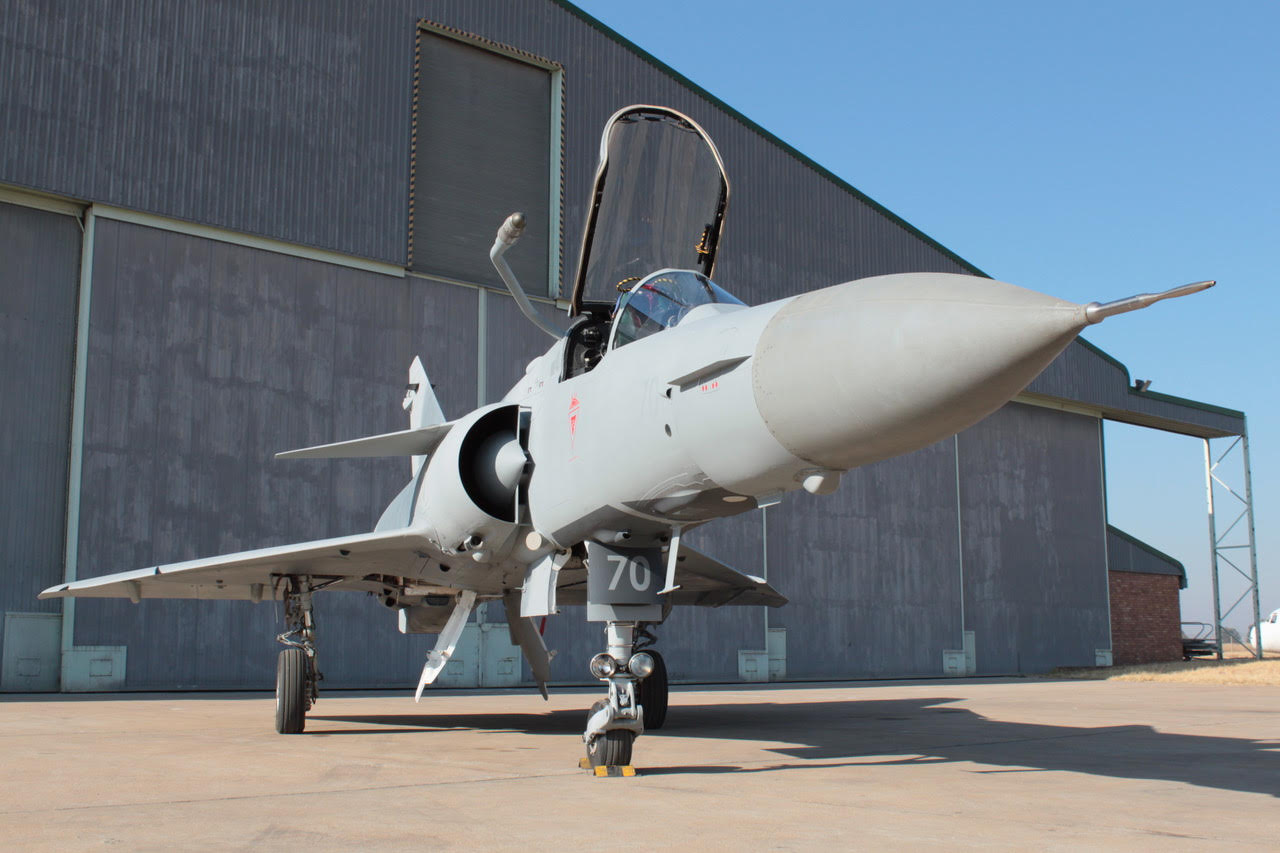
Cheetah C utilizado pela Draken International

- Cheetah D - Versão biplace (duplo assento), utilizados para treinamento, porém, com capacidade de combate e eletrônica similares às do Cheetah C. 16 unidades foram construídas.
- Cheetah E - Versão monoplace (um único assento), desenvolvido como aeronave de combate interina até o desenvolvimento completo do Cheetah C. 16 unidades foram construídas. Era equipado com aviônica mais simples (um radar estadiamétrico IAI Elta EL/M-2001 e um sistema de navegação/armas Elbit WDNS, ambos de produção israelense) e mantinha o motor Atar 9C, original do Mirage III. Essa aeronave tinha a capacidade de uso dos mísseis Kentron V3B Kukri e V3C Darter.
- Cheetah R - Protótipo de uma possível versão de reconhecimento da aeronave. Uma unidade construída. Era equipado com aviônica similar a utilziada pelo Cheetah E, porém os canhões DEFA foram removidos para a instalação de câmeras Vinten Vicon 18 Series 610. Essa versão também não contava com sonda de reabastecimento. A SAAF decidiu por não dar continuidade ao programa e a aeronave foi repassada para o Atlas Advanced Combat Wing (ACW), para ser usada para ensaios em vôo.

## Operadores

### Operadores Atuais
- Equador  - Força Aérea Equadoriana (FAE): 12 aeronaves Cheetah (10 Cheetah C e 2 Cheetah D), ex-SAAF.
- África do Sul  - Denel Aerospace Systems - Duas aeronaves Cheetah D são utilizados para ensaios em vôo, baseados nas instalações da Denel no Aeroporto Internacional Oliver Tambo.
- Estados Unidos  - Draken International - 12 aeronaves Cheetah (9 Cheetah C e 3 Cheetah D), ex-SAAF, adquiridos em 2017 [20][19].

### Operadores Antigos
- Chile  - Força Aérea Chilena (FACh) - Cinco aeronaves Cheetah E, adquiridas em 2003 como doador de peças de reposição para os aviões ENAER Pantera.
- África do Sul  - Força Aérea Sul-africana (SAAF) - 70 aeronaves Cheetah (38 Cheetah C, 16 Cheetah D, 16 Cheetah E e 1 Cheetah R). Desativados em 2008[21].

## Especificações

Informações Aerospaceweb.org — Aircraft Museum 

### Características Gerais
- Tripulação: Um tripulante (Cheetah C/E/R), dois tripulantes (Cheetah D)
- Comprimento: 15,55 m
- Envergadura: 8,22 m
- Altura: 4,5 m
- Área de Asa: 35 m²
- Área de Canard: 1,66 m²
- Peso Vazio: 6.600 kg
- Peso Máximo de Decolagem (MTOW): 13.700 kg
  - Motor (Cheetah C/D): 1x Turbojato SNECMA Atar 9K50C-11, com 11.100lbf (49.2 kN) de empuxo seco, 15.900kgf (70.6 kN) com pós-combustão (Cheetah C e 10 unidades do Cheetah D)
    - 1x Turbojato SNECMA Atar 9C, com 9.440lbf (41.97 kN) de empuxo seco, 13.700lbf (60.8 kN) com pós-combustão (Cheetah D/E/R)

### Desempenho
- Velocidade Máxima: 2.350 km/h (1.270 kn/ Mach 2.2) em alta altitude

1.390 km/h (750 kn/ Mach 1.12) à nível do mar
- Alcance: 1.300 km
- Alcance de traslado: 2.600 km
- Teto de serviço: 17.000 m (56.000 ft)
- Taxa de subida: 233.5 m/s (45.960 ft/min)
- Carga Alar: 250 kg/m²

### Armamento
- Canhão: 2x GIAT DEFA 552 de 30mm. 125 disparos por canhão.
- Foguetes: 4x casulos de foguetes Matra Type 155 com 18x foguetes SNEB de 68mm;
  - 2x casulo de foguetes/tanque Matra JL-100, com 19x foguetes SNEB de 68 mm, cada e 250l de combustível.

- Mísseis Ar-Ar: 2x Rafael Python III (V3S Snake), de curta distância, guiado por infravermelho (Cheetah C/D); 
  - 2x Denel A-Darter, de curta distância, guiado por infravermelho (Cheetah C);
  - 2x Kentron V3B Kurki, de curta distância, guiado por infravermelho (Cheetah E);
  - 2x Kentron V3C Darter, de curta distância, guiado por infravermelho (Cheetah E);
  - 2x Denel V4 R-Darter, de média distância, guiado por radar ativo (Cheetah C/D);

- Bombas: 4.000 kg de carga em cinco hardpoints, incluindo bombas guiadas por laser, GPS e Eletro Óptico, além de bombas não guiadas, casulos de reconhecimento e tanques de combustível

## Ver Também

#### Aeronaves envolvidas no desenvolvimento
- Dassault Mirage III
- Dassault Mirage V
- IAI Nesher
- IAI Kfir

#### Aeronaves de função, configuração ou era comparável
- Dassault Mirage 2000
- General Dynamics F-16 Fighting Falcon
- Chengdu J-10
- Saab 37 Viggen